# 刀盈廷
刀盈廷（？—1906年），清朝末年云南傣族土司，第二十一代干崖土司，担任干崖宣抚司宣抚使。第二十代干崖土司刀如玉次子。
刀盈廷在任时，英国多次侵扰中国云南边境，清廷命他派兵筹粮，保卫边土，尽到防御之责。他派长子刀安仁率土兵驻守边境，与英军作战。中英会勘云南缅甸边界时，他奉命随清廷查勘委员一起前去，积极效力于查勘工作。光绪二十年（1894年），查勘滇缅北段中国的汉龙、天马、虎踞、铁壁四关的旧址时，发现汉朝龙关址石刻遗迹，为中英谈判取得主动。他喜欢文学戏剧，教子弟习汉学，创建傣戏。笃信小乘佛教，广建佛寺。但是他对属地搜刮挥霍严重，百姓对他不满。